# Gaetano Canyelles
Gaetano Canelles (Cagliari, 11 de gener de 1876 – Càller, 2 d'abril de 1942) va ser un poeta i magistrat italià, una personalitat destacada de Càller de la primera meitat del segle xx.

## Biografia
Pertanyent a una família històrica de Cagliari, Don Tatàno va néixer de Don Efisio i Donna Anna Ballero al districte Castello de Cagliari.
Es va llicenciar en Dret a la Universitat de Cagliari i aviat va iniciar la seva carrera jurídica, afavorit per l'àmplia cultura històrica i literària (entre els seus avantpassats directes podem esmentar Giuseppe Zatrillas, un dels escriptors sards més famosos del segle XVII).
Personalitat destacada de la societat cagliariense, es va distingir per haver compost diverses obres poètiques tant en casteddaiu, la versió del seu barri (i que té tradicions literàries) de la llengua sarda campidanesa com en el popular cagliarità.
Va tenir molta notorietat com a fiscal però la seva major celebritat la va aconseguir component poemes i composicions en versos populars, comptant i descrivint de manera de vegades provocativa la vida i la societat de Cagliari en plena transformació després del final de la Primera Guerra Mundial
Es va dedicar a diversos estudis jurídics; la seva publicació referent és de 1904
A la dècada de 1930 va ocupar el càrrec de fiscal general adjunt del rei al tribunal d'apel·lació de Sardenya.

## Noces
Es va casar el 1900 amb Regina Cocco Alberti, pertanyent a l'alta burgesia de Cagliari, de la qual va tenir Enrica, Caterina, Anna i Efisio. La seva esposa i Enrica van morir prematurament als pocs anys. Posteriorment es va tornar a casar amb Giuseppina Puddu, pertanyent a una família noble originària de Marmilla, de la qual va tenir a Maria Priama, Nicolò, Maria Cecilia i Cosimo.

## Poemes
Les obres són plenes de contrastos emocionals, socials i morals, sovint units per una vena d'humor subtil i tallant. Els temes tractats estan fortament vinculats als llocs comptats i als personatges descrits, sovint contextualitzats a la societat cagliaritana dels anys vint i trenta del segle xx.
- A sa pischera de Ponti
- Is tempus d'oi (Avui dia )
- Sa litturina (La littorina )
- Sant'Efis (Sant'Efisio )
- Sordaus avieris e marineris (Soldats, aviadors i mariners )
- El seu "do" d'is preris sardus (El "do" dels sacerdots sards )
- Su majolu (El "majolo" )
- Sobre "Surcu"
- A Pinella

## Assajos
- Sull'applicabilità del primo capoverso dell'art. 203 del Codice penale, C. Tessitori, 1904.